# Fipskæg
Et fipskæg er et skæg, der udelukkende dækker hagen. Karakteren og størrelsen af fipskæg varierer efter tid og kultur. Et traditionelt fipskæg er en tot hår på hagen. 
I oldtidens Grækenland og antikkens Rom var guden Pan traditionelt afbildet med fipskæg. Da kristendommen blev den dominerende religion og begyndte at inddrage billedsprog fra hedenske myter, blev Satan afbildet med Pans udseende. Satan er afbildet med fipskæg i kunst fra middelalderen og renæssancen til i dag.
Fipskægget blev populært i slutningen af det 19. århundrede og blev et af de karakteristiske træk på bohemer i Paris. Fipskægget blev populært igen i 1940'erne, da det blev brugt af beatniker i post-2. verdenskrigs Amerika. Frisuren forblev populær som modkultur til 1960'erne, hvor populariteten aftog. 
Fipskægget blev populært igen i 1990'erne og benyttes fortsat den dag i dag.  Moden kom fra USA, hvor en goatee (gedebukkeskæg) blev populær igen.

## Galleri
- En statue fra Påskeøen. Mange af statuerne på øen er mænd med fipskæg.
- Maleri af guden Pan af Arnold Böcklin (1864-65)
- Abraham Lincoln havde fipskæg i perioder, mens han var præsident
- William H. Hunt (c. 1865-80)
- Uncle Sam plakat (1916)
- Tomasz "Dzierżu" Dzierżek (2007)
- Alberto J. Miranda (2010)
- Tota Komizu (2011)
- Knud Søeborg, Portræt af en herre med fipskæg, datering ukendt